# Grønligrotta
Grønligrotta – największa jaskinia krasowa w północnej Norwegii.
W Grønligrotta występują obszerne korytarze oraz podziemna rzeka z wodospadami.